# Планетологія

Будова Землі

Планетологія — комплексна наукова дисципліна, що вивчає будову та розвиток планет Сонячної системи та їхніх супутників. Об'єкти планетології включають небесні тіла розмірами від мікрометеоритів до газових гігантів, їх склад, історію та процеси, властиві для них.[джерело?]
Досліджує фізичні властивості, хімічний склад і внутрішню будову планет Сонячної системи. Складається з таких розділів: планетарна геологія, селенологія (досліджує Місяць), ареологія (Марс), гермесологія (Меркурій) і афрологія (Венера). Планетологія сформувалась у 1950-х роках, набула розвитку в зв'язку з космічними дослідженнями. 1955 року було створено комісію астрогеології географічного товариства СРСР, 1962 року назву комісії було змінено на сучасну (планетології).
Використовує наукові методи та дані багатьох інших дисциплін, і може вважатися частиною наук про Землю[джерело?]. Наукові методи, якими користуються планетологи в своїй роботі включають астрономічні спостереження, вивчення космосу (в тому числі пілотованими місіями без участі людини) та порівняльне і експериментальне вивчення метеоритів, що досягають Землі. Велику роль відіграє також теоретичний підхід та комп'ютерне моделювання. Головною складовою планетології є астрогеологія[джерело?].

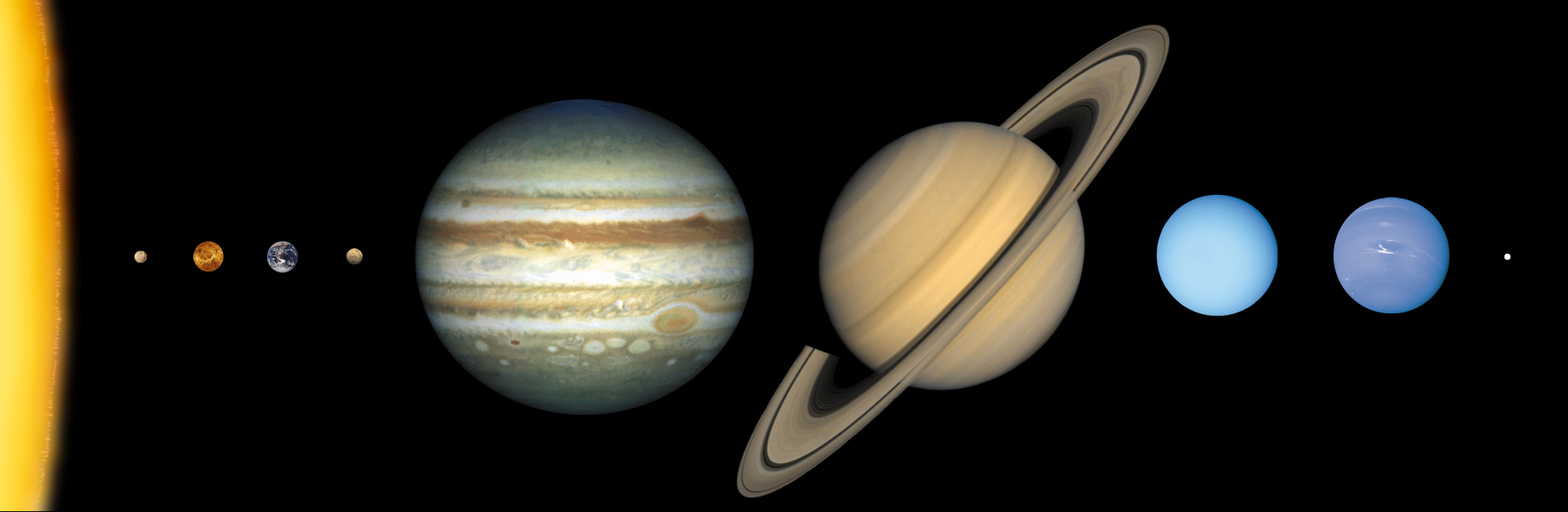
Приблизні розміри планет відносно одна одної та Сонця

Наприкінці 1980-х років Джордж Уезерілл розробив одну з перших програм для чисельного моделювання процесу укрупнення планетезималь.

## Див також
- Космогонія
- Формування та еволюція Сонячної системи
- Планетозималь
- Походження Місяця
- Пізнє важке бомбардування
- Абіогенез
- Гіпотеза світу РНК
- Найперші відомі форми життя

- Планетарна геологія
- Селенографія
- Ареографія